# Parestola zapotensis
Parestola zapotensis är en skalbaggsart som beskrevs av Bates 1880. Parestola zapotensis ingår i släktet Parestola och familjen långhorningar.
Artens utbredningsområde är:
- Guatemala.
- Honduras.
- Panama.

Inga underarter finns listade i Catalogue of Life.